# Dioscorea minutiflora
Dioscorea minutiflora är en enhjärtbladig växtart som beskrevs av Adolf Engler. Dioscorea minutiflora ingår i släktet Dioscorea och familjen Dioscoreaceae. Inga underarter finns listade i Catalogue of Life.